# Melogramma spiniferum
Melogramma spiniferum är en svampart som först beskrevs av Carl (Karl) Friedrich Wilhelm Wallroth, och fick sitt nu gällande namn av De Not. 1863. Melogramma spiniferum ingår i släktet Melogramma och familjen Melogrammataceae.   Inga underarter finns listade i Catalogue of Life.